# Hell on Wheels (telessérie)
Hell on Wheels é uma série de TV americana que conta a história da construção da Primeira Ferrovia Transcontinental nos Estados Unidos da América. A série, que conta com Anson Mount, Colm Meaney e Common no elenco, segue a Union Pacific Railroad e seus trabalhadores, prostitutas, mercenários e outros que viveram, trabalharam e morreram no acampamento móvel chamado Hell on Wheels (Inferno sobre rodas) que acompanhava a construção da ferrovia em direção ao oeste nas Grandes Planícies. A história tem seu foco em um ex-Soldado Confederado (vivido por Anson Mount) que, enquanto trabalha na ferrovia (capataz), tenta encontrar os Soldados da união que mataram sua esposa e filho durante a Guerra Civil Americana. Porém com o tempo, Bohannon se torna cada vez mais um "homem da ferrovia", chegando, inclusive, ao cargo de engenheiro-chefe da companhia.
A série foi criada e produzida por Joe e Tony Gayton, é exibida nos Estados Unidos e Canadá pelo canal fechado AMC, no Brasil e na América Latina pela HBO, sua première foi ao ar no dia 6 de novembro de 2011. Foi desenvolvida pela Endemol USA. A primeira e segunda temporadas da série se passam em 1866, a terceira e a quarta em 1867. A quinta temporada foi dividida em duas partes: os primeiros sete episódios foram transmitidos no Verão de 2015 e os restantes no Verão de 2016.

## Elenco

### Elenco Principal
- Anson Mount é Cullen Bohannon, um ex-soldado confederado determinado a vingar a morte da sua esposa e filho.
- Colm Meaney é Thomas "Doc" Durant, um homem de negócios e investidor na Primeira Ferrovia Transcontinental, onde ele espera fazer fortuna.
- Common é Elam Ferguson, um escravo liberto que está tentando encontrar seu espaço no mundo. Com o tempo ele pasa a trabalhar de Chefe de Polícia da Ferrovia e como um tipo de assistente de Bohannon.
- Dominique McElligott é Lily Bell, a dama do oeste. Recém viúva de Robert Bell, que trabalhava como inspetor no projeto da Ferrovia Transcontinental.
- Tom Noonan é Reverendo Nathaniel Cole, um pastor que participou da Guerra Civil e, cansado das mortes que viu, decide ajudar brancos e índios a evitar uma nova guerra.
- Eddie Spears é Joseph Black Moon, um índio Cheyenne que deve escolher entre o novo mundo e as tradições do seu povo.
- Ben Esler é Sean McGinnes, um ambicioso irlandês que quer fazer fortuna no oeste.
- Phil Burke é Mickey McGinnes, irmão de Sean, que viajou com ele para a América.
- Christopher Heyerdahl é Thor Gundersen, ex-chefe de segurança de Durant. Conhecido como "the Swede" (o Sueco), mesmo sendo norueguês.
- Robin McLeavy é Eva, uma ex-prostituta de Hell on Wheels que ficou conhecida por sua tatuagem no queixo feita quando foi capturada por índios.
- Kasha Kropinski é Ruth, filha do Reverendo Cole, que foi abandonada com sua mãe alguns anos antes e, após a morte de sua mãe, vai procurar seu pai em Hell on Wheels.
- Dohn Norwood é Psalms, um escravo liberto e um ex-criminoso, cuja sentença foi comprada pela ferrovia.
- Jennifer Ferrin é Louise Ellison, uma inteligente jornalista contratada pelo jornal New York Sun para cobrir a "história do século".

### Elenco Recorrente
- April Telek é Nell, a cafetina do bordel de Hell on Wheels.
- Duncan Ollerenshaw é Gregory Toole, um trabalhador irlandês antagonista de Elam.
- James D. Hopkins é Senador Jordan Crane, um antagonista e, por ventura, aliado de Durant.
- Wes Studi é Chefe Many Horses, pai de Joseph Black Moon.
- Gerald Auger é Pawnee Killer, irmão de Joseph Black Moon.
- Virginia Madsen é Sra. Hannah Durant, esposa de Thomas.
- Grainger Hines é Doc Whitehead, um sulista, representando uma figura paterna para Cullen, se conheceram antes da guerra.
- Ryan Robbins é Hawkins, líder de uma gangue de ex-confederados ladrões de trem.
- Serge Houde é Congressista Oakes Ames.
- Chelah Horsdal é Maggie Palmer.
- Damian O'Hare é Declan Toole, irmão de Gregory Toole.
- Sean Hoy é Joseph Dutson.

## Recepção
Hell on Wheels teve recepção geralmente favorável por parte da crítica especializada. Em sua primeira temporada, com base de 28 avaliações profissionais, alcançou uma pontuação de 63% no Metacritic.